# U 124 (U-Boot, 1940)
U 124 war ein deutsches U-Boot vom Typ IX B, welches im Zweiten Weltkrieg von der deutschen Kriegsmarine eingesetzt wurde. Es war eines der erfolgreichsten U-Boote im Zweiten Weltkrieg.

## Geschichte
Der Auftrag für das Boot wurde am 15. Dezember 1937 an die Deschimag (AG Weser) in Bremen vergeben. Die Kiellegung erfolgte am 11. August 1939 und der Stapellauf am 9. März 1940. Die Indienststellung fand am 11. Juni 1940, unter Kapitänleutnant Georg Wilhelm Schulz, statt. Am 16. September 1941 übernahm Kapitänleutnant Johann Mohr das Kommando über die 53-köpfige Besatzung. Er hatte bereits in der Zeit vom 5. Oktober 1940 bis zum 1. Mai 1941 als II. WO und I. WO auf U 124 gedient. Zwei weitere bekannte U-Bootkommandanten, Reinhard Hardegen (U 123) und Werner Henke (U 515), hatten ebenfalls als Wachoffiziere auf U 124 gedient.
U 124 gehörte zur 2. U-Flottille in Wilhelmshaven, führte von seiner Indienststellung bis August 1940 Ausbildungsfahrten durch und diente danach bis zu seiner Versenkung als Frontboot bei der 2. U-Flottille in Wilhelmshaven bzw. Lorient. Als Bootsemblem führte es die Zeichnung einer Edelweissblume auf beiden Seiten des Turmes. Es war das Abzeichen der Gebirgsjägereinheit, welche die Überlebenden von U 64 gerettet hatte; diese stellten später den größten Teil der Besatzung von U 124. Zum Dank für ihre Rettung wurde dieses Wappen gewählt. Später führte das Boot ein weiteres Zeichen, einen grünen Frosch.
Das Boot lief zu elf Unternehmungen aus, auf denen insgesamt 47 Schiffe mit 217.019 BRT versenkt und vier Schiffe mit 30.067 BRT beschädigt wurden. Dieses Ergebnis wurde im Zweiten Weltkrieg nur von vier anderen U-Booten (U 48, U 99, U 103, U 123) übertroffen.

## Einsatzstatistik

### Erste Unternehmung
Das Boot lief am 19. August 1940 um 17:30 Uhr von Wilhelmshaven aus und am 16. September 1940 um 18:30 Uhr in Lorient ein. Auf dieser 28 Tage dauernden und zirka 3.650 sm über und 330 sm unter Wasser langen Unternehmung bei den Hebriden, im Nordkanal, bei der Rockall Bank und nördlich von Irland wurden zwei Schiffe mit 10.563 BRT versenkt. Ein weiteres Schiff mit 3.900 BRT wurde beschädigt.
- 25. August 1940: Versenkung des britischen Dampfers Harpalyce (5.169 BRT) durch einen Torpedo. Er hatte 8.000 t Stahl geladen und befand sich auf dem Weg von Baltimore über Halifax nach Hull. Das Schiff gehörte zum Konvoi HX-65A mit 51 Schiffen. Es gab 42 Tote und vier Überlebende.
- 25. August 1940: Beschädigung des britischen Dampfers Stakesby (Lage) (3.900 BRT) durch einen Torpedo. Er hatte Grubenholz geladen und befand sich auf dem Weg von Newcastle (Neubraunschweig) zum Tyne. Das Schiff gehörte ebenfalls zum Konvoi HX-65A. Es gab keine Toten, 30 Überlebende. Das Schiff wurde abgeschleppt und sank brennend in flachem Wasser bei Stornaway. Später wurde es gehoben, repariert und 1943 als Empire Derwent wieder in Dienst gestellt.
- 25. August 1940: Versenkung des britischen Dampfers Fircrest (Lage) (5.394 BRT) durch zwei Torpedos. Er hatte 7.900 t Eisenerz geladen und war auf dem Weg von Wabana (Neufundland) über Halifax (Nova Scotia) nach Middlesbrough. Das Schiff gehörte zum Konvoi HX-65A. Es war ein Totalverlust mit 39 Toten.

### Zweite Unternehmung
Das Boot lief am 5. Oktober 1940 um 18:30 Uhr von Lorient aus und am 13. November 1940 um 16:30 Uhr wieder dort ein. Auf dieser 39 Tage dauernden und 6.273 sm über und 303 sm unter Wasser langen Unternehmung nordwestlich von Irland wurden fünf Schiffe mit 20.061 BRT versenkt.
- 16. Oktober 1940: Versenkung des kanadischen Dampfers Trevisa (Lage) (1.813 BRT) durch einen Torpedo. Er hatte 460 Baumstämme geladen und befand sich auf dem Weg von Parrsboro über Sydney nach Aberdeen. Das Schiff gehörte zum Konvoi SC-7 mit 35 Schiffen. Es gab sieben Tote und 14 Überlebende.
- 20. Oktober 1940: Versenkung des norwegischen Dampfers Cubano (Lage) (5.810 BRT) durch einen Torpedo. Er fuhr in Ballast und war auf dem Weg von Manchester nach Montreal. Das Schiff gehörte zum Konvoi OB-229 mit 35 Schiffen. Es gab zwei Tote und 31 Überlebende.
- 20. Oktober 1940: Versenkung des britischen Dampfers Sulcao (Lage) (5.389 BRT) durch einen Torpedo. Er fuhr in Ballast und war auf dem Weg von Avonmouth über Limbe in die Vereinigten Staaten. Das Schiff gehörte zum Konvoi OB-229 mit 35 Schiffen. Es gab 65 Tote und einen Überlebenden.
- 31. Oktober 1940: Versenkung des britischen Dampfers Rutland (Lage) (1.437 BRT) durch einen Torpedo. Er hatte Bananen geladen und befand sich auf dem Weg von Port Antonio nach Garston. Das Schiff gehörte zum Konvoi HX-82 mit 39 Schiffen. Es war ein Totalverlust mit 24 Toten.
- 1. November 1940: Versenkung des britischen Dampfers Empire Bison (Lage) (5.612 BRT) durch einen Torpedo. Er hatte 6.067 t Schrott sowie 94 LKWs geladen und befand sich auf dem Weg von Baltimore (USA) über Halifax (Nova Scotia) zum River Clyde. Das Schiff war ein Nachzügler des Konvois HX-82. Es gab 31 Tote und 4 Überlebende.

### Dritte Unternehmung
Das Boot lief am 16. Dezember 1940 um 17:00 Uhr von Lorient aus und am 22. Januar 1941 um 14:10 Uhr wieder dort ein. Auf dieser 37 Tage dauernden und 6.500 sm über und 340 sm unter Wasser langen Unternehmung westlich des Nordkanals wurde ein Schiff mit 5.965 BRT versenkt.
- 6. Januar 1941: Versenkung des britischen Dampfers Empire Thunder (Lage) (5.965 BRT) durch einen Torpedo. Er fuhr in Ballast und war auf dem Weg von Sunderland über Oban nach William Head (Washington, USA). Das Schiff gehörte zum aufgelösten Konvoi OB-269 mit 26 Schiffen. Es gab neun Tote und 30 Überlebende.

### Vierte Unternehmung

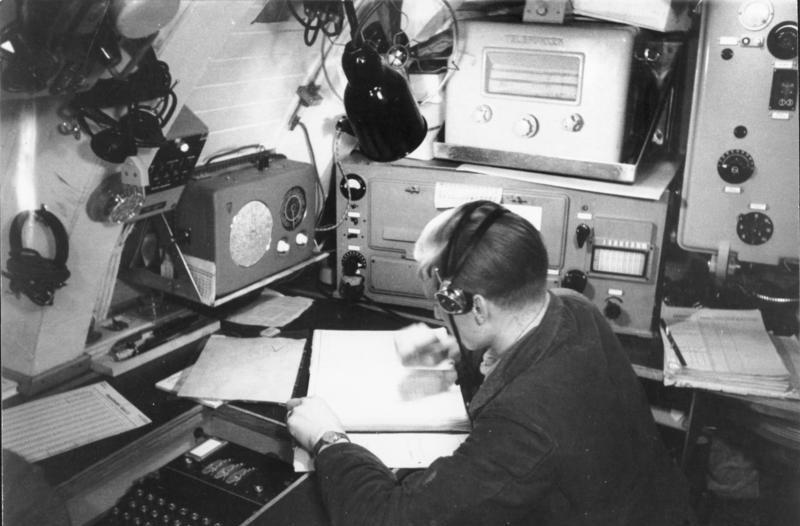
Bei diesem Foto vom März 1941, knapp ein Jahr vor Indienststellung der Enigma-M4, ist noch eine Enigma-M3 (links unten) im zugleich als Schlüsselraum dienenden Funkschapp von U 124 zu sehen.

Das Boot lief am 23. Februar 1941 um 16:00 Uhr von Lorient aus und am 1. Mai 1941 um 9:50 Uhr wieder dort ein. Auf dieser 67 Tage dauernden und 12.127 sm über und 275 sm unter Wasser langen Unternehmung im Mittelatlantik, bei den Kanarischen Inseln und vor Freetown wurden elf Schiffe mit 53.297 BRT versenkt. U 124 wurde am 4. März 1941 in Las Palmas mit 34 m³ Brennstoff und Proviant versorgt. Es wurde nochmals vom 15. März 1941 bis zum 19. März 1941 vom Hilfskreuzer Kormoran mit Torpedos und 80 m³ Brennstoff versorgt.
- 8. März 1941: Versenkung des britischen Dampfers Nardana (Lage) (7.974 BRT) durch einen Torpedo. Er hatte 5.412 t Leinsamen, 250 t Palmkerne, Stückgut inklusive Roheisen sowie Saatgut geladen und befand sich auf dem Weg von Bombay über Kapstadt und Freetown nach London. Das Schiff gehörte zum Konvoi SL-67 mit 56 Schiffen. Es gab 19 Tote und 107 Überlebende.
- 8. März 1941: Versenkung des britischen Dampfers Tielbank (Lage) (5.984 BRT) durch einen Torpedo. Er hatte 743 t Mangan, 6.456 t Erdnüsse sowie 997 t Erdnusskuchen geladen und befand sich auf dem Weg von Kakinada (Indien) und Durban über Freetown (Sierra Leone) nach Oban (Schottland). Das Schiff gehörte ebenfalls zum Konvoi SL-67. Es gab vier Tote und 62 Überlebende.
- 8. März 1941: Versenkung des britischen Dampfers Lahore (Lage) (5.304 BRT) durch einen Torpedo. Er hatte Stückgut inklusive 1.120 t Bauholz, Roheisen, Tee sowie Post geladen und befand sich auf dem Weg von Kalkutta über Freetown (Sierra Leone) nach London. Das Schiff gehörte zum Konvoi SL-67. Es gab keine Verluste, 82 Überlebende.
- 8. März 1941: Versenkung des britischen Dampfers Hindpool (Lage) (4.897 BRT) durch einen Torpedo. Er hatte 7.700 t Eisenerz geladen und war auf dem Weg von Pepel (Sierra Leone) über Freetown nach Middlesbrough. Das Schiff gehörte zum Konvoi SL-67. Es gab 28 Tote und zwölf Überlebende.
- 30. März 1941: Versenkung des britischen Dampfers Umona (3.767 BRT) durch zwei Torpedos. Er hatte 50 t Hülsenfrüchte, 47 t Marmelade, 1.549 t Mais sowie 14 Passagiere an Bord und befand sich auf dem Weg von Durban (Südafrika) über die Walfischbucht und Freetown nach London. 89 Crewmitglieder und 13 Passagiere wurden getötet, vier Crewmitglieder und ein Passagier wurden gerettet.
- 5. April 1941: Versenkung des britischen Dampfers Marlene (Lage) (6.507 BRT) durch drei Torpedos und Artillerie. Er hatte 7.100 t Stückgut sowie 1.500 t Roheisen geladen und befand sich auf dem Weg von Kalkutta über die Walfischbucht und Freetown nach Großbritannien. Es gab 13 Tote und 47 Überlebende.
- 7. April 1941: Versenkung des kanadischen Dampfers Portadoc (Lage) (1.746 BRT) durch einen Torpedo und Artillerie. Er fuhr in Ballast und war auf dem Weg von St. Lucia nach Freetown. Es gab keine Toten, 20 Überlebende.
- 8. April 1941: Versenkung des britischen Dampfers Tweed (Lage) (2.697 BRT) durch einen Torpedo. Er fuhr in Ballast und war auf dem Weg von Liverpool nach Pepel (Sierra Leone). Das Schiff gehörte zum aufgelösten Konvoi OG-57 (37 Schiffe). Es gab drei Tote und 28 Überlebende.
- 11. April 1941: Versenkung des griechischen Dampfers Aegeon (Lage) (5.285 BRT) durch einen Torpedo. Er hatte 7.151 T Weizen geladen und befand sich auf dem Weg von Buenos Aires über Freetown nach Barry Roads. Es gab vier Tote und 27 Überlebende.
- 12. April 1941: Versenkung des britischen Dampfers St. Helena (Lage) (4.313 BRT) durch einen Torpedo. Er hatte 7.600 t Büchsenfleisch, Baumwolle, Reis, Hammelfleisch sowie drei Passagiere an Bord und befand sich auf dem Weg von Rio Grande do Sul, Santos und Bahia über Freetown nach Hull. Es gab keine Toten, 41 Überlebende.
- 13. April 1941: Versenkung des britischen Dampfers Corinthic (Lage) (4.823 BRT) durch drei Torpedos. Er hatte 7.710 t Getreide geladen und befand sich auf dem Weg von Rosario über Freetown nach Großbritannien. Es gab zwei Tote und 39 Überlebende.

### Fünfte Unternehmung
Das Boot lief am 10. Juli 1941 um 20:00 Uhr von Lorient aus und am 25. August 1941 um 11:00 Uhr wieder dort ein. Auf dieser 53 Tage dauernden und 7.052 sm über und 232 sm unter Wasser langen Unternehmung westlich von Gibraltar sowie an der nord-westafrikanischen Küste wurden keine Schiffe versenkt oder beschädigt.

### Sechste Unternehmung
Das Boot lief am 16. September 1941 um 16:15 Uhr von Lorient aus und am 1. Oktober 1941 um 15:00 Uhr wieder dort ein. Auf dieser 15 Tage dauernden und 3.192 sm über und 112 sm unter Wasser langen Unternehmung südwestlich von Irland wurden sechs Schiffe mit 11.659 BRT versenkt.
- 20. September 1941: Versenkung des britischen Dampfers Baltallinn (Lage) (1.303 BRT) durch einen Torpedo. Er hatte 442 t Militärgüter geladen und befand sich auf dem Weg von Preston und Oban (Schottland) nach Gibraltar. Das Schiff gehörte zum Konvoi OG-74 mit 22 Schiffen. Es gab sieben Tote und 28 Überlebende. (Elf der Überlebenden starben bei der späteren Versenkung des britischen Rettungsschiffes Walmar Castle durch deutsche Flugzeuge.)
- 20. September 1941: Versenkung des britischen Dampfers Empire Moat (Lage) (2.922 BRT) durch einen Torpedo. Er fuhr in Ballast und war auf dem Weg von London und Oban (Schottland) nach Gibraltar. Das Schiff gehörte ebenfalls zum Konvoi OG-74. Es gab keine Toten, 32 Überlebende.
- 25. September 1941: Versenkung des britischen Dampfers Empire Stream (Lage) (2.922 BRT) durch zwei Torpedos. Er hatte 3.500 t Pottasche geladen und befand sich auf dem Weg von Huelva nach Dundee. Das Schiff gehörte zum Konvoi HG-73 mit 25 Schiffen. Es gab acht Tote und 27 Überlebende.
- 26. September 1941: Versenkung des britischen Dampfers Petrel (Lage) (1.354 BRT) durch einen Torpedo. Er hatte 275 t Kork sowie 130 t Stückgut geladen und befand sich auf dem Weg von Porto nach Bristol. Das Schiff gehörte zum Konvoi HG-73. Es gab 22 Tote und neun Überlebende.
- 26. September 1941: Versenkung des britischen Dampfers Cervantes (1.810 BRT) durch einen Torpedo. Er hatte 500 t Pottasche sowie 400 t Kork geladen und befand sich auf dem Weg von Lissabon nach Liverpool. Das Schiff gehörte zum Konvoi HG-73. Es gab acht Tote und 32 Überlebende.
- 26. September 1941: Versenkung des britischen Dampfers Lapwing (Lage) (1.348 BRT) durch einen Torpedo. Er hatte 750 t Eisenkies sowie Kork geladen und war auf dem Weg von Lissabon (Portugal) nach Glasgow. Das Schiff gehörte zum Konvoi HG-73. Es gab 26 Tote und acht Überlebende.

### Siebente Unternehmung
Das Boot lief am 30. Oktober 1941 um 15:35 Uhr von Lorient aus. Auf dieser 61 Tage dauernden und 12.034 sm über und 225 sm unter Wasser langen Unternehmung in den Mittelatlantik, bei den Kapverdischen Inseln sowie den Inseln Ascension und St. Helena, wurde ein Schiff mit 6.275 BRT sowie ein Leichter Kreuzer versenkt. U 124 wurde am 18. November 1941 vom deutschen Versorger Python mit 106 m³ Brennstoff versorgt. Das Boot übernahm am 6. Dezember 1941 von U 68 50 m³ Brennstoff sowie 104 Überlebende des Hilfskreuzers Atlantis (versenkt am 22. November 1941), von denen 70 Mann am 18. Dezember 1941 an das Italienische U-Boot Calvia abgegeben wurden. U 124 trat daraufhin den Rückmarsch an. Es lief am 28. Dezember 1941 in St. Nazaire ein, gab die Überlebenden ab, und lief am selben Tag mit Ziel Lorient wieder aus, wo es am 29. Dezember eintraf.
- 24. November 1941: Versenkung des britischen Leichten Kreuzers Dunedin (Lage) (4.850 t) durch zwei Torpedos. Es gab 419 Tote und 67 Überlebende.
- 3. Dezember 1941: Versenkung des US-amerikanischen Dampfers Sagadahoc (Lage) (6.275 BRT) durch drei Torpedos. Er hatte 5.800 t Stückgut geladen und befand sich auf dem Weg von New York nach Beira und Mombasa. Es gab einen Toten und 34 Überlebende.

### Achte Unternehmung
Das Boot lief am 21. Februar 1942 um 19:00 Uhr von Lorient aus und am 10. April 1942 um 9:30 Uhr wieder dort ein. Auf dieser 48 Tage dauernden Unternehmung vor der Ostküste der USA vor Cape Lookout und Kap Hatteras wurden sieben Schiffe mit 42.048 BRT versenkt und drei Schiffe mit 26.167 BRT beschädigt.
- 14. März 1942: Versenkung des britischen Tankers British Resource (Lage) (7.209 BRT) durch drei Torpedos. Er hatte 10.000 t Benzin geladen und befand sich auf dem Weg von Curaçao nach Großbritannien. Es gab 45 Tote und vier Überlebende.
- 17. März 1942: Versenkung des honduranischen Dampfers Ceiba (Lage) (1.698 BRT) durch einen Torpedo. Er hatte Bananen geladen und befand sich auf dem Weg von Kingston nach New York. Es gab 44 Tote und sechs Überlebende.
- 17. März 1942: Beschädigung des US-amerikanischen Tankers Acme (6.878 BRT) durch einen Torpedo. Er fuhr in Ballast und war auf dem Weg von New York nach Corpus Christi (Texas). Es gab elf Tote und 20 Überlebende. Das Schiff sank bald danach in flachem Wasser, wurde gehoben und repariert.
- 18. März 1942: Versenkung des griechischen Dampfers Kassandra Louloudis (Lage) (5.106 BRT) durch einen Torpedo. Er hatte Kriegsgüter geladen und war auf dem Weg von New York nach Cristóbal (Panama). Es gab keine Toten, 35 Überlebende.
- 18. März 1942: Versenkung des US-amerikanischen Tankers E.M. Clark (Lage) (9.647 BRT) durch zwei Torpedos. Er hatte 118.725 Barrel Heizöl geladen und befand sich auf dem Weg von Baton Rouge nach New York. Es gab einen Toten und 40 Überlebende.
- 19. März 1942: Versenkung des US-amerikanischen Tankers Papoose (Lage) (5.939 BRT) durch zwei Torpedos. Er fuhr in Ballast und war auf dem Weg von Providence über New York nach Corpus Christi. Es gab zwei Tote und 32 Überlebende.
- 19. März 1942: Versenkung des US-amerikanischen Tankers W.E. Hutton (Lage) (7.076 BRT) durch zwei Torpedos. Er hatte 65.000 Barrel Dieselöl geladen und war auf dem Weg von Smiths Bluff (Texas) nach Marcus Hook (Pennsylvania). Es gab 13 Tote und 23 Überlebende.
- 21. März 1942: Beschädigung des US-amerikanischen Tankers Esso Nashville (7.934 BRT). Er hatte 106.718 Barrel Heizöl geladen und befand sich auf dem Weg von Port Arthur nach New Haven. Es gab keine Toten, 37 Überlebende. Der Tanker zerbrach nach dem Torpedotreffer in zwei Teile. Das Vorschiff versank, das Achterschiff konnte nach Morehead City (North Carolina) geschleppt werden. Dort bekam die Esso Nashville einen neuen Bug und nahm am 16. März 1943 ihren Dienst wieder auf.
- 21. März 1942: Beschädigung des US-amerikanischen Tankers Atlantic Sun (11.355 BRT) durch einen Torpedo. Der Tanker war auf dem Weg von Beaumont nach Chester. Das Schiff wurde repariert und am 15. Februar 1943 von U 607 versenkt.
- 23. März 1942: Versenkung des US-amerikanischen Tankers Naeco (Lage) (5.373 BRT) durch einen Torpedo. Er hatte 72.000 Barrel Kerosin und 25.000 Barrel Heizöl geladen und befand sich auf dem Weg von Houston nach New York. Es gab 24 Tote und 14 Überlebende.

### Neunte Unternehmung
Das Boot lief am 4. Mai 1942 um 20:00 Uhr von Lorient aus und am 26. Juni 1942 um 18:00 Uhr wieder dort ein. Auf dieser 54 Tage dauernden und 8.353 sm über und 232 sm unter Wasser langen Unternehmung vor Neufundland wurden sechs Schiffe mit 31.504 BRT und eine Korvette von 925 t versenkt. U 124 wurde am 27. Mai 1942 von U 116 mit 30 m³ Brennstoff versorgt. Es gehörte zur Gruppe mit dem Tarnnamen „Hecht“.
- 12. Mai 1942: Versenkung des britischen Dampfers Empire Dell (Lage) (7.065 BRT) durch zwei Torpedos. Er fuhr in Ballast und war auf dem Weg von Garston (Liverpool) nach Halifax (Nova Scotia). Das Schiff gehörte zum Konvoi ONS-92 mit 41 Schiffen. Es gab zwei Tote und 46 Überlebende.
- 12. Mai 1942: Versenkung des griechischen Motorschiffes Mount Parnes (Lage) (4.371 BRT) durch einen Torpedo. Es hatte Kohle geladen und befand sich auf dem Weg von Swansea nach Montreal. Das Schiff gehörte ebenfalls zum Konvoi ONS-92. Es gab keine Toten, 33 Überlebende.
- 12. Mai 1942: Versenkung des britischen Dampfers Llanover (Lage) (4.959 BRT) durch einen Torpedo. Er hatte Kohle geladen und war auf dem Weg vom Tyne über Loch Ewe nach Halifax (Nova Scotia). Das Schiff gehörte zum Konvoi ONS-92. Es gab keine Toten, 46 Überlebende.
- 12. Mai 1942: Versenkung des britischen Dampfers Cristales (Lage) (5.389 BRT) durch zwei Torpedos. Er hatte Stückgut, Töpferwaren, Post sowie zehn Passagiere an Bord und war auf dem Weg von Newport über Milford Haven nach Montreal. Das Schiff gehörte zum Konvoi ONS-92. Es gab keine Toten, 82 Überlebende.
- 9. Juni 1942: Versenkung der französischen Korvette FFL Mimosa (925 t) durch zwei Torpedos. Das Schiff gehörte zum Geleitschutz des Konvois ONS-100 mit 38 Schiffen. Es gab 65 Tote und 4 Überlebende.
- 12. Juni 1942: Versenkung des britischen Dampfers Dartford (4.093 BRT) durch zwei Torpedos. Er fuhr in Ballast und war auf dem Weg vom Tyne und Oban (Schottland) nach Sydney (Nova Scotia). Das Schiff gehörte zum Konvoi ONS-100. Es gab 30 Tote und 17 Überlebende.
- 18. Juni 1942: Versenkung des US-amerikanischen Dampfers Seattle Spirit (Lage) (5.627 BRT) durch zwei Torpedos. Er fuhr in Ballast und war auf dem Weg von Murmansk über Reykjavík nach New York. Das Schiff gehörte zum Konvoi ONS-102. Es gab vier Tote und 51 Überlebende. Das Schiff war bewaffnet mit einer 4-Inch-Kanone, vier MG Kaliber .50 und vier MG Kaliber .30[3].

### Zehnte Unternehmung
Das Boot lief am 25. November 1942 um 17:00 Uhr von Lorient aus und am 13. Februar 1943 um 10:00 Uhr wieder dort ein. Auf dieser 81 Tage dauernden und 10.656 sm über und 640 sm unter Wasser langen Unternehmung im Westatlantik und westlich der Karibik wurden fünf Schiffe mit 28.259 BRT versenkt. U 124 wurde am 4. Dezember 1942 von U 118 mit 20 m³ Brennstoff und am 2. Februar 1943 von U 504 mit 40 m³ Brennstoff versorgt.
- 28. Dezember 1942: Versenkung des britischen Dampfers Treworlas (Lage) (4.692 BRT) durch einen Torpedo. Er hatte 3.000 t Manganerz geladen und befand sich auf dem Weg von Massaua über Kapstadt nach Baltimore. Es gab 38 Tote und neun Überlebende.
- 9. Januar 1943: Versenkung des US-amerikanischen Tankers Broad Arrow (Lage) (7.718 BRT) durch einen Torpedo. Er hatte 85.111 Barrel Diesel- und Heizöl geladen und befand sich auf dem Weg von Port of Spain nach Rio de Janeiro. Das Schiff gehörte zum Konvoi TB-1. Es gab 23 Tote und 24 Überlebende. Der Tanker war bewaffnet mit einer 5-Inch-Kanone und zwei MG Kaliber .30 (= 7,62 mm).
- 9. Januar 1943: Versenkung des US-amerikanischen Dampfers Birmingham City (Lage) (6.194 BRT) durch einen Torpedo. Er hatte 10.000 t Stückgut inklusive Maschinen und Zinnblechen geladen und befand sich auf dem Weg von Trinidad nach Rio de Janeiro. Das Schiff gehörte zum Konvoi TB-1. Es gab zehn Tote und 56 Überlebende. Der Dampfer war bewaffnet mit einer 4-Inch-Kanone, einer 3-Inch-Kanone und vier MG Kaliber .50 (= 12,7 mm).
- 9. Januar 1943: Versenkung des US-amerikanischen Dampfers Collingsworth (Lage) (5.101 BRT) durch einen Torpedo. Er hatte 2.000 t Öl, 1900 t Stahlschienen, 112 t Schmieröl sowie 4000 t Kohle geladen und befand sich auf dem Weg von Trinidad nach Rio de Janeiro. Das Schiff gehörte zum Konvoi TB-1. Es gab 12 Tote und 55 Überlebende. Der Dampfer war bewaffnet mit einer 4-Inch-Kanone, einer 3-Inch-Kanone und acht 20-mm-MK.
- 9. Januar 1943: Versenkung des US-amerikanischen Dampfers Minotaur (Lage) (4.554 BRT) durch einen Torpedo. Er hatte 4.400 t Kohle sowie 12.000 Barrel Öl und 600 Sack Regierungspost geladen und befand sich auf dem Weg von Trinidad nach Rio de Janeiro. Das Schiff gehörte zum Konvoi TB-1. Es gab sechs Tote und 46 Überlebende. Der Dampfer war bewaffnet mit zwei 3-Inch-Kanonen und zwei MG Kaliber .50 (=12,7 mm).

### Elfte Unternehmung
Das Boot lief am 27. März 1943 von Lorient aus und wurde am 2. April 1943 versenkt. Auf dieser sechs Tage dauernden Unternehmung westlich von Spanien wurden zwei Schiffe mit 9.547 BRT versenkt.
- 2. April 1943: Versenkung des britischen Dampfers Katha (4.357 BRT) durch einen Torpedo. Er hatte 7.000 t Militärgüter inklusive 16 Flugzeuge vom Typ Hawker Hurricane geladen und befand sich auf dem Weg von London, Hull und Oban (Schottland) nach Durban (Südafrika), Colombo und Kalkutta. Das Schiff gehörte zum Konvoi OS-45 mit 42 Schiffen. Es gab sechs Tote und 58 Überlebende.
- 2. April 1943: Versenkung des britischen Dampfers Gogra (5.190 BRT) durch einen Torpedo. Er hatte 6.000 t Militärgüter und 1.000 t Munition und Torpedos geladen und befand sich auf dem Weg von Glasgow über Kapstadt nach Karachi und Bombay. Das Schiff gehörte ebenfalls zum Konvoi OS-45. Es gab 82 Tote und acht Überlebende.

## Verbleib
Während der U-Boot-Angriffe auf den Konvoi OS-45 griffen die britische Korvette HMS Stonecrop und die Sloop HMS Black Swan ihrerseits U 124 mit Wasserbomben an und versenkten es am 2. April 1943 westlich von Porto (Portugal) auf der Position 41° 2′ N, 15° 39′ W im Marine-Planquadrat CF 3922. Alle 53 Besatzungsmitglieder fanden dabei den Tod.